# Head & Shoulders
Head & Shoulders (H&S) – marka szamponu przeciwłupieżowego produkowanego od 1961 roku przez Procter & Gamble.

## Rodzaje
- Ocean Energy
- Arctic Ice
- Citrus Fresh
- Menthol
- Extra Volume
- Classic Clean
- Sensitive
- Smooth and Silky
- Sports Fresh
- Apple Fresh
- Thick & Strong
- Sports Fresh
- Total Care
- Moisturizing Scalp Care
- Soothing Care
- Anti Hair Fall for Men
- Anti Hair Fall for Women